# Apanteles townesi
Apanteles townesi är en stekelart som beskrevs av Nixon 1965. Apanteles townesi ingår i släktet Apanteles och familjen bracksteklar. Inga underarter finns listade i Catalogue of Life.